# 人大会堂西路
39°54′10″N 116°23′36″E / 39.90282759999999°N 116.3933013°E
人大会堂西路是位于中国北京市西城区东部的道路。

## 简介
人大会堂西路北起西长安街，南到前门西大街。中间有一岔路向东通向广场西侧路。1959年，在建设人民大会堂的同时，在旗守卫、司法部后身、喜通胡同原址上开辟此路。1979年定名“人大会堂西路”。因地处人民大会堂西侧，故称人大会堂西路。